# Sällinge
Sällinge är en by i Lindesbergs kommuns i Örebro län och ett tidigare stationssamhälle. Sällinge, där Mälardalens slättbygd övergår i Bergslagens skogslandskap, ligger även 12 km norr om Fellingsbro utefter den gamla huvudvägen mellan Arboga och Falun, vilket märks av dess slingrande dragning på höjden av grusåsarna och de många milstenar och fjärdingsstenar som finns utmed vägen. Orter i närheten av Sällinge är Rockhammar (4 km), Finnåker (7 km) Grönbo (13 km) och Lindesberg (24 km).

## Historia
I Sällinge har tidigare funnits ett mejeri och ett tvätteri, samt en växel till det elektrifierade industrispåret (byggt år 1911) till Rockhammars bruk AB, numera ägt av Billerud Korsnäs.      

### Järnvägen
Sällinge ligger längs järnvägslinjen Godsstråket genom Bergslagen (Frövi - Avesta-Krylbo), cirka 15 km (väg) norr om Frövi och 10 km söder om Spannarboda. Linjen byggdes av SJ, öppnades för trafik i december år 1900 och elektrifierades år 1934. Persontrafiken och posten vid Sällinge station avvecklades den 12 maj 1968, då även järnvägssträckan  Krampen-Frövi fick fjärrblockering. Fram till nedläggningen tjänstgjorde tågklarerare och postkassör på stationen. Sträckan Fagersta-Frövi fick ATC (Automatic Train Control) den 19 juli 1982. 

## Byggnader
Stationshuset, som är av så kallad Karbenningmodell och ritat av SJ:s chefsarkitekt Folke Zettervall, är privatägt och används som bostad. Till stationen hör även en toalettbyggnad och en tvättstuga i samma tegelstil som stationen. Stationshuset är av samma typ som det i Spannarboda, där dock toalettbyggnaden är riven.